# Cryptotrochus
Cryptotrochus is een geslacht van koralen uit de familie van de Turbinoliidae.

## Soorten
- Cryptotrochus brevipalus Cairns, 1999
- Cryptotrochus carolinensis Cairns, 1988
- Cryptotrochus javanus Cairns, 1988